# Cráter Nicholson
| Cráter Nicholson Cráter Nicholson en Canadá | Nicholson es un cráter de impacto meteorítico situado en los Territorios del Noroeste, Canadá. Se encuentra cerca de la frontera con Nunavut, a medio camino entre el Gran Lago del Esclavo y la bahía de Hudson. El lago circular tiene un diámetro de unos 10 km, con una gran isla en su centro, y una península aún más grande en la parte occidental del lago. Justo al sur del lago se halla el lago Markham, sobre el que fluyen las aguas del río Dubawnt. El río deja el cráter Nicholson por su extremo noreste y fluye unos 40 km de distancia hasta alcanzar el mucho más grande lago Dubawnt, discurriendo a continuación hacia la bahía de Hudson. Tiene 12.5 km de diámetro y se estima que su edad es de al menos 400 millones de años (del período Devónico o anterior). El cráter no está expuesto en la superficie, siendo uno más de los numerosos lagos que contiene el la zona noroeste del Canadá. |